# Protocol Independent Multicast
Protocol Independent Multicast (PIM) /мультикастинг не зависящий от протокола/ — семейство многоадресных протоколов маршрутизации для IP сетей, созданных для решения проблем групповой маршрутизации. PIM называется протоколо-независимым, потому что базируется на традиционных маршрутных протоколах (например Border Gateway Protocol), вместо того, чтобы создавать собственную сетевую топологию.

## Режимы работы протокола

### Уплотнённый режим (Dense Mode)
Protocol Independent Multicast-Dense Mode (PIM-DM) используется для компактных групп, обычно с высокой плотностью получателей. Он косвенно строит деревья кратчайшего пути, наводняя всю сеть мультикастингом, а затем на обратном пути обрезает ветви дерева, где не имеется получателей. Этим PIM-DM реализует метод RPF (Reverse Path Forwarding) с усечением (Prune). Пробные датаграммы рассылаются каждые 3 минуты, что является одним из недостатков данного протокола.
Часто протокол PIM-DM используется совместно с протоколом DVMRP (Distance Vector Multicast Routing Protocol).
Описание протокола PIM-DM находится в RFC 3973.

### Разреженный режим (Sparse Mode)
Protocol Independent Multicast-Sparse Mode (PIM-SM) строит однонаправленные общие деревья с корнем в точке рандеву (Rendezvous Point — RP) для каждой мультикастинг-группы. В качестве RP может быть использован любой маршрутизатор, который поддерживает протокол PIM. Дополнительно PIM-SM создает деревья кратчайшего пути для каждого отправителя.
PIM-SM используется для сетей с произвольным рассредоточением пользователей с ограниченной пропускной способностью сетевых каналов .
Описание протокола PIM-SM находится в RFC 4601.

### Мультикаст с заданным источником (Source Specific Multicast)
Protocol Independent Multicast-Source Specific Multicast (PIM-SSM) развивает концепцию выделения мультикаста не только групповым адресом, но и адресом источника трафика для группы. Является производным от PIM-SM
Описание протокола PIM-SSM находится в RFC 4607.